# Eleutherornis

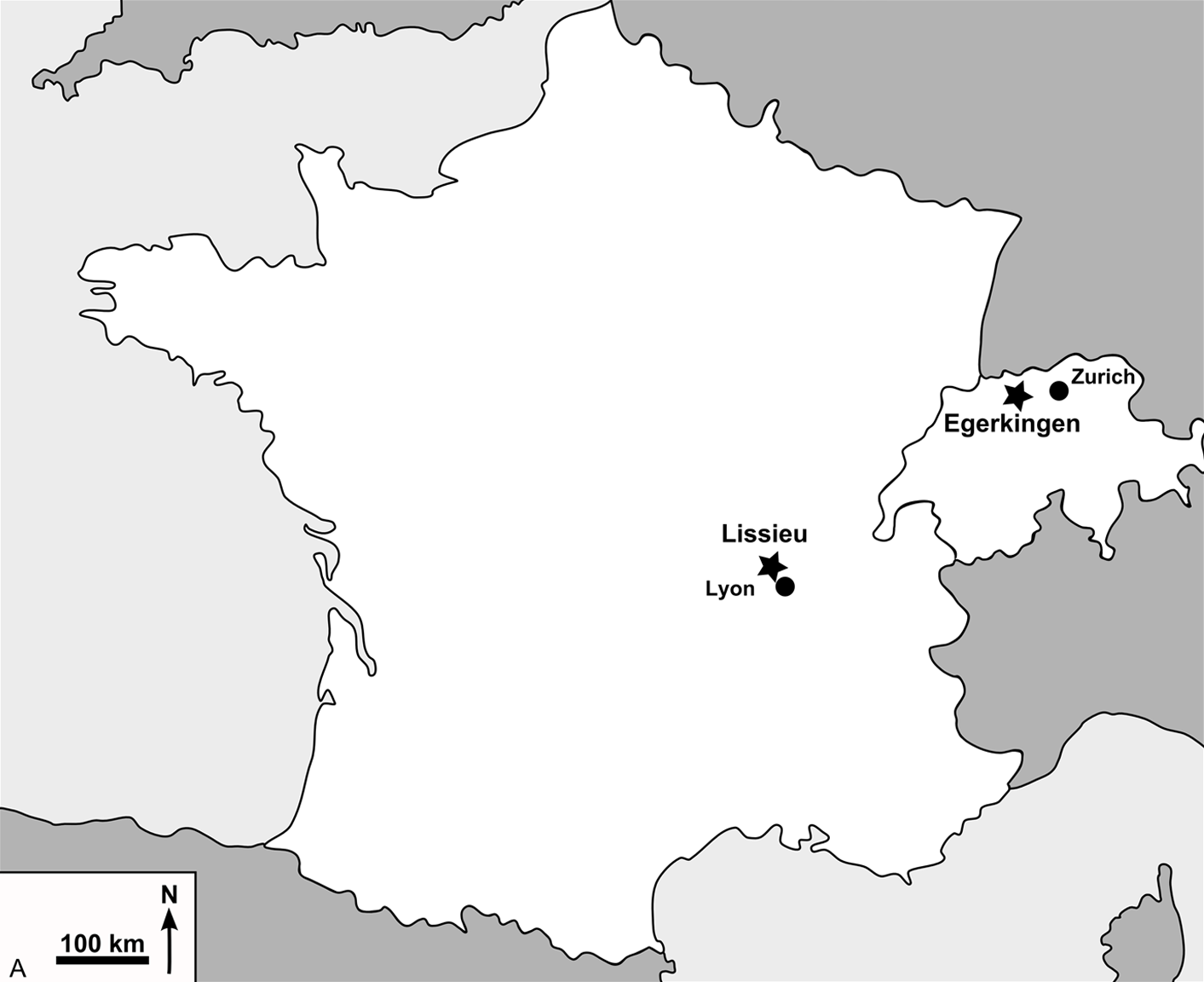
Localización de los hallazgos de E. cotei.

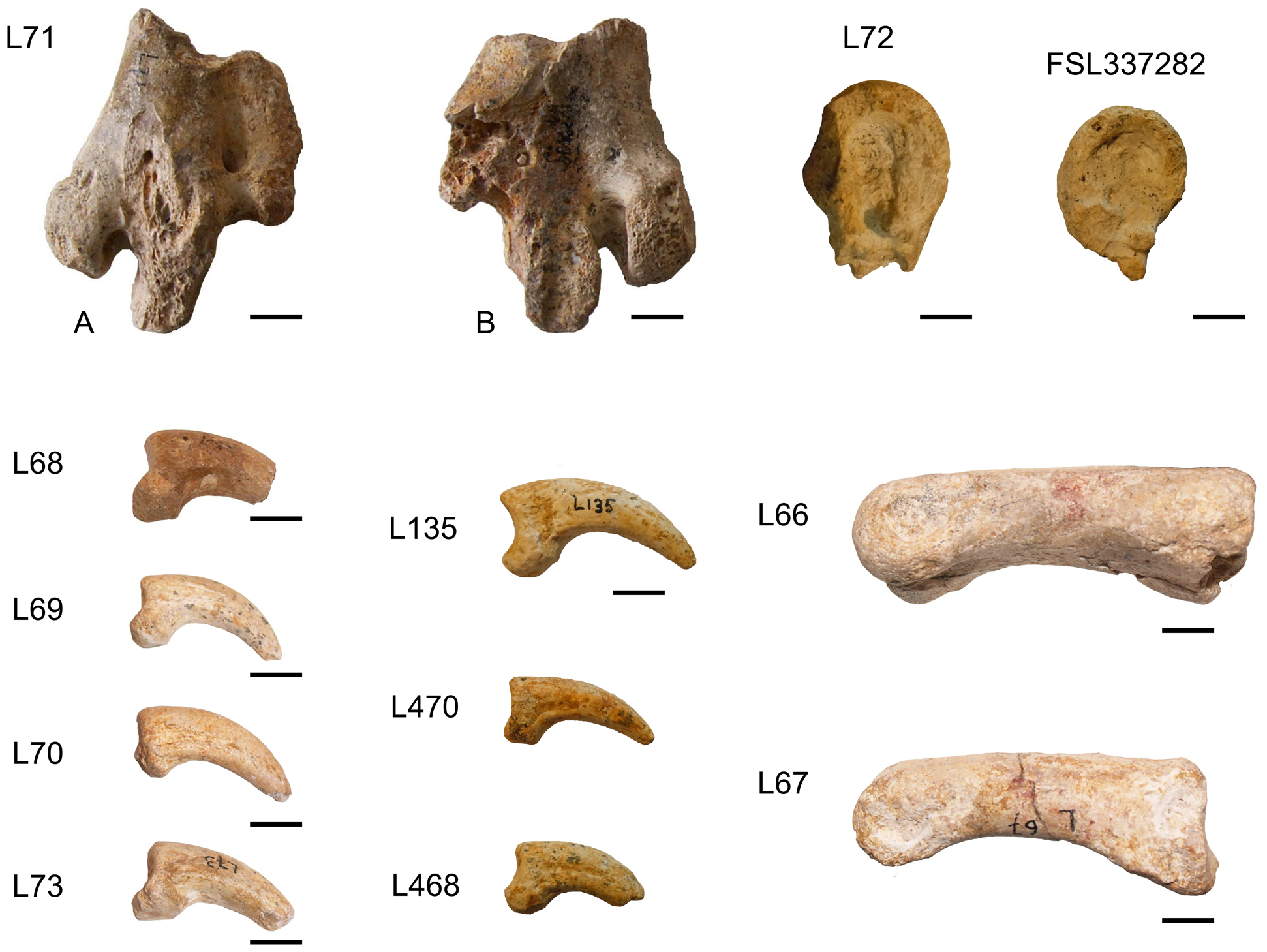
Material de E. cotei de Francia.

Eleutherornis es un género extinto de ave depredadora, perteneciente a la familia de grandes aves terrestres carnívoras Phorusrhacidae, coloquialmente conocidas como "aves del terror", cuyos restos fósiles han sido hallados en Francia y Suiza en estratos del Eoceno.